# Anoploscelus celeripes
Anoploscelus celeripes är en spindelart som beskrevs av Pocock 1897. Anoploscelus celeripes ingår i släktet Anoploscelus och familjen fågelspindlar. Inga underarter finns listade i Catalogue of Life.